# Āqbolāgh-e Soflá
Āqbolāgh-e Soflá (persiska: آق بُلاغِ پائين, آق بُلاغ, آقبلاغ سفلی, Āq Bolāgh-e Pā’īn) är en ort i Iran.   Den ligger i provinsen Zanjan, i den nordvästra delen av landet, 280 km väster om huvudstaden Teheran. Āqbolāgh-e Soflá ligger 2 067 meter över havet och antalet invånare är 723.
Terrängen runt Āqbolāgh-e Soflá är lite kuperad.Runt Āqbolāgh-e Soflá är det ganska glesbefolkat, med 34 invånare per kvadratkilometer. Närmaste större samhälle är Sohrevard, 11,9 km sydost om Āqbolāgh-e Soflá. Trakten runt Āqbolāgh-e Soflá består i huvudsak av gräsmarker.